# باد براون (لاعب كرة قدم أمريكية)
باد براون (بالإنجليزية: Bud Brown)‏ هو لاعب كرة قدم أمريكية أمريكي، ولد في 19 مارس 1961 في دي كالب في الولايات المتحدة.

## وصلات خارجية
- باد براون على موقع مرجع كرة القدم المحترفة.كوم (الإنجليزية)